# Erberto
Erberto  è un nome proprio di persona italiano maschile.

## Varianti
- Maschili: Eriberto[1][3][4], Ariberto[3], Ariperto, Cariberto[5]

### Varianti in altre lingue
- Francese: Herbert[6]
- Germanico: Haribert[6][7], Hariberaht[7], Hariperht[7], Charibert[7], Harbrecht[7], Heribert[7], Herbreht[7]
- Inglese: Herbert[6]
  - Ipocoristici: Herb[6], Herbie[6]
- Irlandese: Hoireabard
- Lettone: Herberts
- Lituano: Herbertas
- Polacco: Herbert[6], Herybert
- Portoghese: Herberto[6], Heriberto[6]
- Sloveno: Herbert[6]
- Spagnolo: Herberto[6], Heriberto[6]
- Tedesco: Herbert[6], Heribert[6], Aribert

## Origine e diffusione
Continua il nome germanico Haribert, composto da hari ("esercito") e beraht ("brillante"), e può quindi essere interpretato come "brillante guerriero", "illustre guerriero", "che rifulge nell'esercito", "splendore dell'esercito", "chiaro in guerra" e via dicendo.
Essendo formato da due degli elementi più diffusi nell'onomastica germanica, il nome contava numerosissime varianti, dalle quali discendono i vari adattamenti italiani sopra elencati. Venne importato in Inghilterra dai normanni, dove andò a sostituire un nome inglese antico imparentato, Herebeorht: divenuto raro durante il Medioevo, venne ripreso nel XIX secolo.

## Onomastico
L'onomastico si può festeggiare il 16 marzo, in memoria di sant'Eriberto, vescovo di Colonia, oppure il 20 agosto, in ricordo di sant'Erberto Hoscam, arcivescovo di Conza.

## Persone
- Erberto Carboni, architetto, disegnatore industriale e pubblicitario italiano
- Erberto I di Vermandois, conte di Vermandois
- Erberto II di Vermandois, conte di Vermandois
- Erberto III di Vermandois, conte di Vermandois
- Erberto IV di Vermandois, conte di Vermandois
- Erberto Hoscam, arcivescovo e santo britannico

### Variante Eriberto
- Eriberto, vescovo cattolico francese
- Eriberto Braglia, calciatore italiano
- Eriberto I del Maine, conte del Maine
- Eriberto II del Maine, conte del Maine

### Variante Herbert

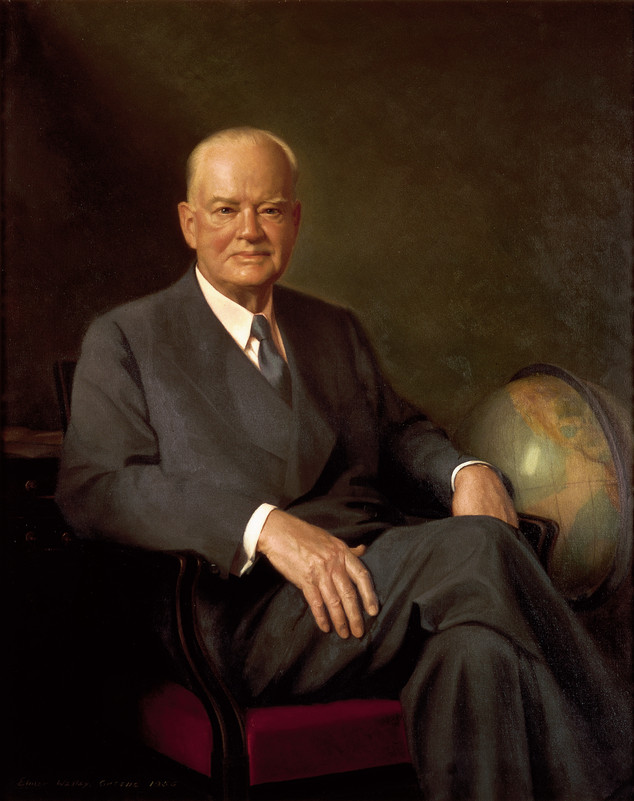
Herbert Hoover

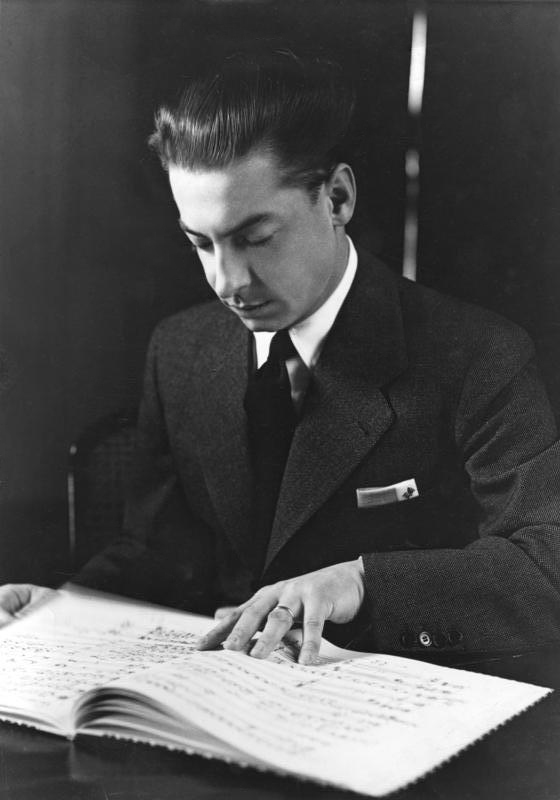
Herbert von Karajan

- Herbert Bayer, artista e grafico austriaco
- Herbert Bloch, archeologo e storico tedesco naturalizzato statunitense
- Herbert Brown, chimico britannico naturalizzato statunitense
- Herbert Chapman, calciatore e allenatore di calcio britannico
- Herbert James Draper, pittore britannico
- Herbert Ernst Karl Frahm, vero nome di Willy Brandt, politico tedesco
- Herbert Grönemeyer, attore, musicista e cantautore tedesco
- Herbert Hoover, politico statunitense
- Herbert Ihlefeld, aviatore tedesco
- Herbert Jasper, medico, neurologo e fisiologo canadese
- Herbert Kilpin, calciatore britannico
- Herbert Marcuse, filosofo, sociologo e politologo tedesco naturalizzato statunitense
- Herbert Marshall, attore britannico
- Herbert Pagani, cantautore, disc-jockey, poeta, scrittore, scultore, pittore, e attore italiano
- Herbert Prohaska, calciatore e allenatore di calcio austriaco
- Herbert Spencer, filosofo britannico
- Herbert von Karajan, direttore d'orchestra austriaco
- Herbert Warnke, politico tedesco
- Herbert Yost, attore statunitense

### Variante Heribert
- Heribert Höffern von Saalfeld, generale austriaco
- Heribert Rosweyde, biografo e gesuita olandese
- Heribert Weber, calciatore e allenatore di calcio austriaco

### Variante Heriberto

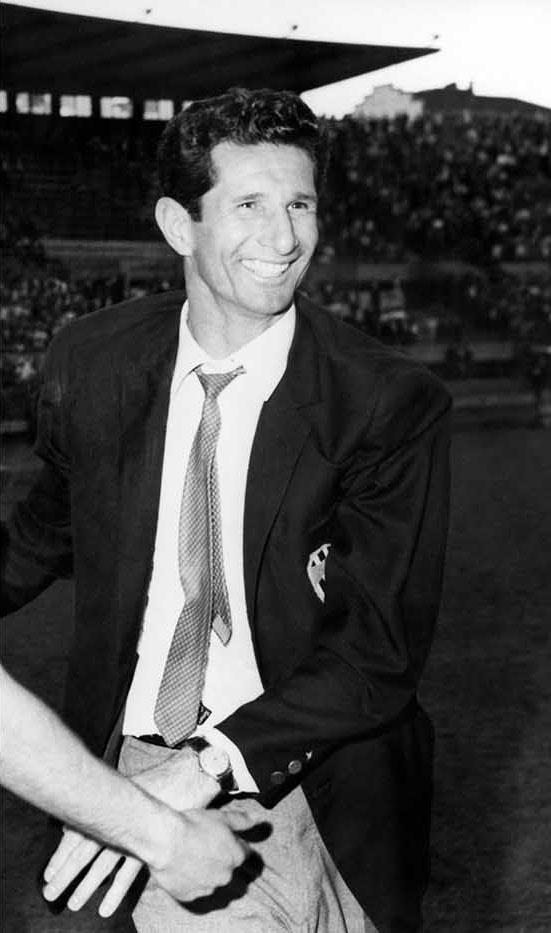
Heriberto Herrera

- Heriberto González, schermidore cubano
- Heriberto Hermes, vescovo cattolico statunitense naturalizzato brasiliano
- Heriberto Herrera, calciatore e allenatore di calcio paraguaiano
- Heriberto Morales, calciatore messicano

### Variante Herb

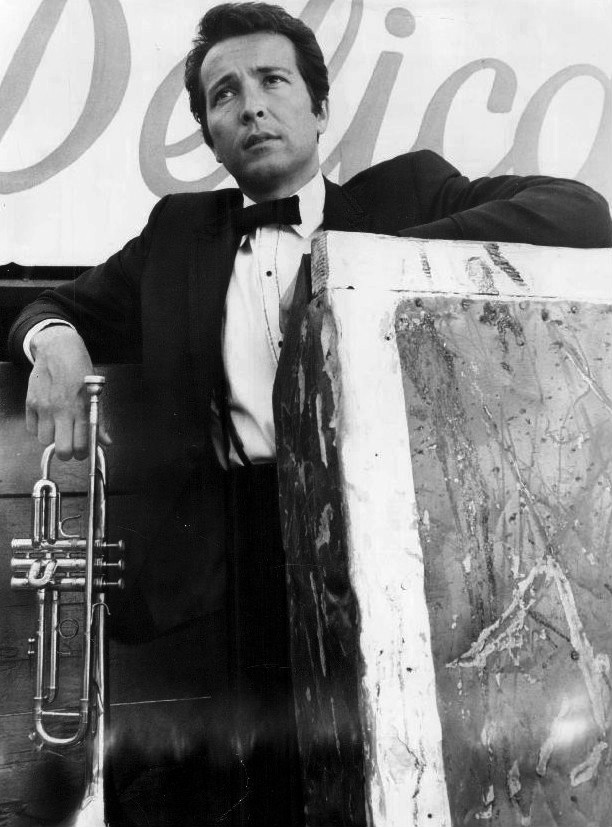
Herb Alpert

- Herb Adderley, giocatore di football americano statunitense
- Herb Alpert, trombettista statunitense
- Herb Brooks, allenatore di hockey su ghiaccio e hockeista su ghiaccio statunitense
- Herb Brown, allenatore di pallacanestro statunitense
- Herb Elliott, atleta australiano
- Herb Ellis, chitarrista statunitense
- Herb Jones, cestista statunitense
- Herb Magee, cestista e allenatore di pallacanestro statunitense
- Herb Ritts, fotografo e regista statunitense
- Herb Scherer, cestista statunitense
- Herb Thomas, pilota automobilistico statunitense
- Herb Trimpe, fumettista statunitense
- Herb White, cestista statunitense
- Herb Williams, cestista e allenatore di pallacanestro statunitense

### Variante Herbie

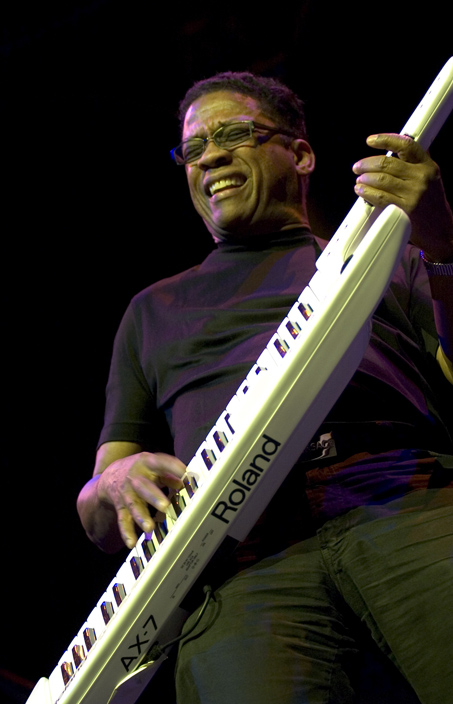
Herbie Hancock

- Herbie Brennan, scrittore irlandese
- Herbie Fields, clarinettista e sassofonista statunitense
- Herbie Hancock, pianista e tastierista statunitense
- Herbie Mann, flautista statunitense
- Herbie Roberts, calciatore britannico

### Altre varianti
- Ariperto I, re dei Longobardi e re d'Italia
- Ariperto II, re dei Longobardi e re d'Italia
- Cariberto I, re franco
- Cariberto II, re franco
- Ariberto di Anhalt, duca di Anhalt
- Ariberto da Intimiano, arcivescovo cattolico italiano
- Aribert Heim, medico austriaco
- Aribert Reimann, pianista e compositore tedesco

## Il nome nelle arti
- Herbie è un personaggio del film del 1968 Un Maggiolino tutto matto, e dei relativi seguiti.
- Herbert Ballerina è un personaggio fittizio interpretato dal comico Luigi Luciano.
- Herbert Garrison è un personaggio della serie animata South Park.